# Dean Lukin
Dean Lukin (* 26. května 1960 Sydney) je bývalý australský vzpěrač supertěžké váhy, olympijský vítěz z roku 1984.
Narodil se jako Dinko Lukin v rodině chorvatských přistěhovalců. Žil v jihoaustralském Port Lincolnu a pracoval v rodinné firmě zabývající se lovem a zpracováním tuňáků. Vzpírání se amatérsky věnoval od roku 1975, jeho trenérem byl Leon Holme. Na vrcholu své kariéry Lukin měřil 180 cm a vážil 138 kg.
Získal stříbrnou medaili na mistrovství světa juniorů v roce 1981. V roce 1982 zvítězil na Hrách Commonwealthu. Na Letních olympijských hrách 1984 v Los Angeles se stal vítězem v supertěžké kategorii. Po trhu byl na třetím místě, avšak závěrečným pokusem v nadhozu dokázal překonat favorizovaného domácího reprezentanta Maria Martineze. Získal tak pro Austrálii první olympijské zlato ve vzpírání a dostalo se mu pocty nést australskou vlajku při závěrečném ceremoniálu olympiády. Úroveň soutěže však byla poznamenána bojkotem zemí sovětského bloku; Lukinův výkon v olympijském dvojboji byl 412,5 kg, zatímco vítěz konkurenční soutěže Družba 84 Anatolij Pisarenko dosáhl 465 kg.
V roce 1985 vytvořil svůj osobní rekord v nadhozu výkonem 240,5 kg. Na Hrách Commonwealthu v roce 1986 obhájil titul, poté ukončil kariéru. Byl mu udělen Řád Austrálie a byl uveden do Síně slávy australského sportu.